# Café expreso largo

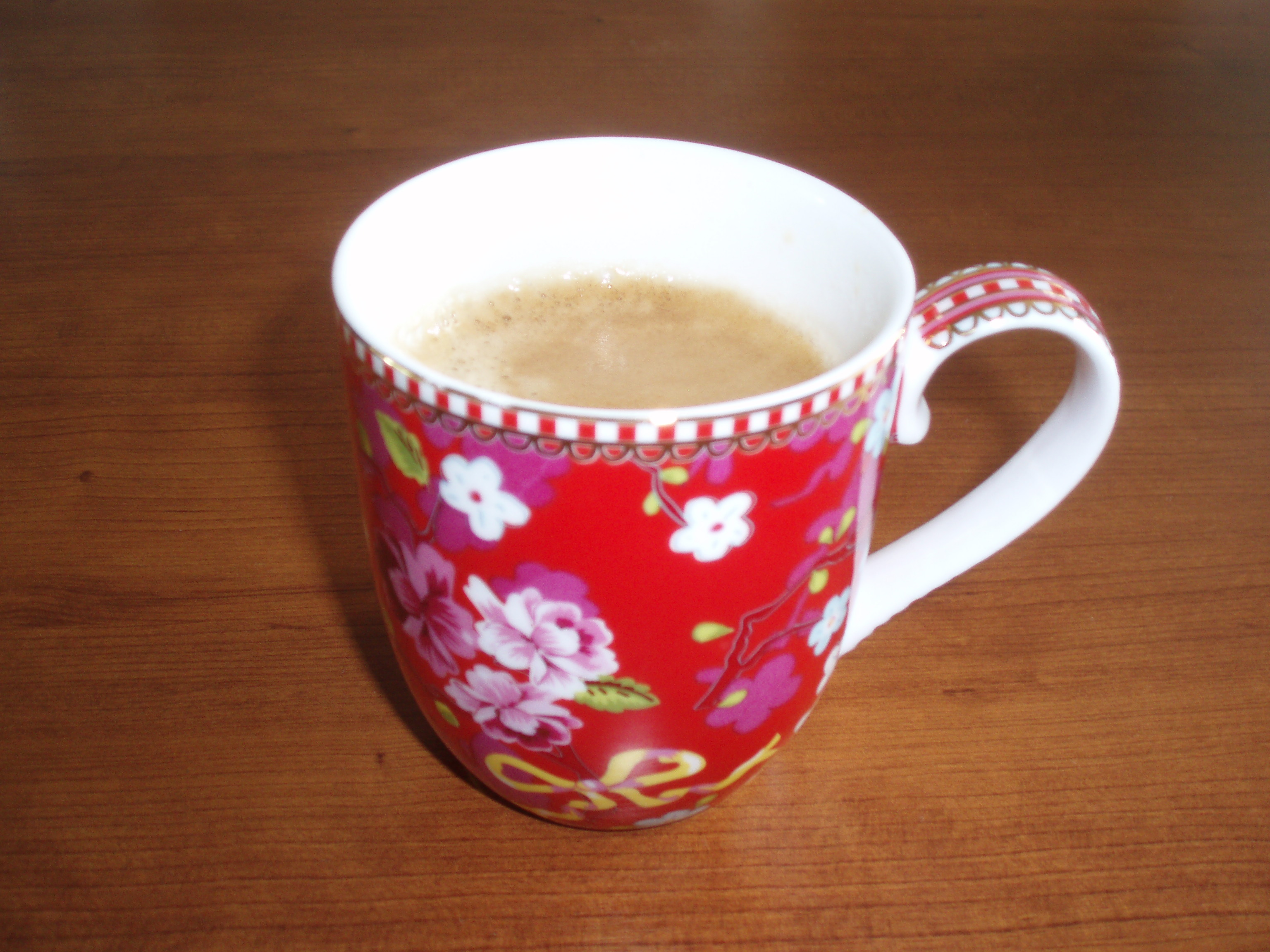
Un café expreso largo

Un café espresso largo, conocido en italiano como Lungo (que significa "largo" en ese idioma), es un café elaborado con una cafetera espresso y con más agua que un café solo. Un espresso normal tarda desde 18 hasta 30 segundos en su elaboración, y se llena de 25 a 30 mililitros de agua, mientras que un lungo puede tardar hasta un minuto en estar preparado, y se llena de 50 a 60 mililitros de agua.

## Bebidas relacionadas
No debe confundirse el lungo con un café americano, que es un expreso con agua caliente añadida; o con un largo negro, que es el agua caliente con expreso añadido (orden inverso al americano, hecho para preservar la crema). En los lungo, toda el agua es elaborada aunque generalmente es más corto que un americano o un largo negro.
Una bebida significativamente más larga, comparable en tamaño a un americano o negro largo, raro en la angloesfera, es el café crema, que, como el lungo, lleva toda el agua preparada, pero tarda el doble de tiempo en hacerse.

## Sabor

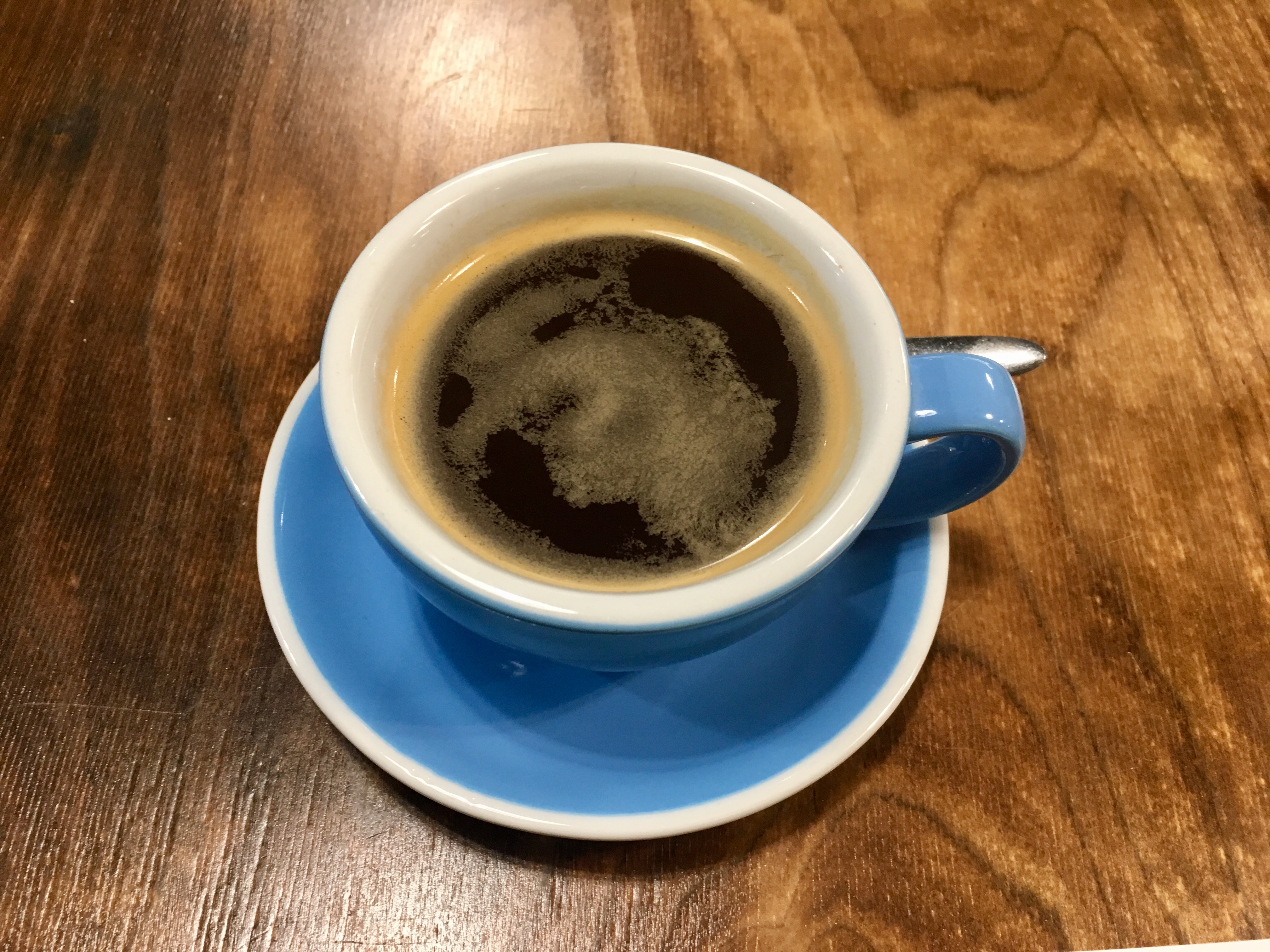
También es llamado "Lungo"

El lungo es menos fuerte, pero más amargo, porque el agua caliente adicional pasa a través del café molido y extrae componentes que normalmente permanecen sin disolver. Cuanta más agua se hace pasar a través de los granos de café, más amargo resulta su sabor. Por el contrario, el uso de menos agua de lo normal produce un sabor más fuerte y más rico, conocido como ristretto.
A medida que aumenta la cantidad de agua o disminuye en relación con un chorro normal, la composición del sabor varía, porque no todos los componentes del grano de café se disuelven a la misma velocidad. Por esta razón, un chorro largo o corto no contendrá la misma proporción de componentes que contiene un chorro normal. Por lo tanto, un ristretto no es simplemente el doble de "fuerte", como tampoco es un lungo simplemente la mitad de fuerte. Además, dado que el expreso se elabora bajo presión, un lungo no tiene el mismo sabor o composición que un café producido por otros métodos, incluso cuando se hace con la misma proporción de agua y café molido.

## Elaboración
No hay distinción universalmente acordada entre ristretto, normale y lungo; estos son términos relativos y forman un degradado. Sin embargo, una guía aproximada es una elaboración con las siguientes proporciones: 1: 1 para ristretto, 1: 2 para normale, y 1:3 - 1:4 para lungo. Siendo así un ristretto doppio 30 ml/1 gramos (la crema espumosa aumenta ligeramente este volumen), siendo normale 60 ml/2 g, y lungo siendo 90-120 ml/3-4 g. Por el contrario, una café crema será de aproximadamente 180 ml/6 g.

## Relacionados
- Café moca
- Cafeína